# GFortran
GFortran（ジーフォートラン）またはGNU Fortranは、GNU Fortran compilerの名前であり、GNUコンパイラコレクション (GCC) の一部である。Fortran 95を完全にサポートしており、Fortran 2003 と Fortran 2008 の一部もまた実装されている。バージョン4.5までのOpenMPマルチプラットフォーム共有メモリマルチプロセッシングをサポートしている。Gfortranはまた、g77でサポートされているほとんどの言語拡張やコンパイルオプションと互換性があり、Fortran言語の他の多くの一般的な機能拡張と互換性がある。
GFortranは2003年1月にG95から枝分かれし、2005年4月にリリースされたGCC version 4.0.x以降、古いg77コンパイラを置き換える形で開発された。GCCの開発者によれば、二つのコードベースは現在、全く異なっている。2010年以降、フロントエンドはGCCプロジェクトの他の部分と同様にC++に移行されたが、以前はCで書かれていた。